# ПАОК (футбольный клуб)
ПАОК (греч. ΠΑΟΚ — Πανθεσσαλονίκειος Αθλητικός Όμιλος Κωνσταντινουπολιτών — Panthessalonikios Athlitikos Omilos Konstantinoupoliton, Панфессалоникийский спортивный клуб константинопольцев) — греческий профессиональный футбольный клуб из города Салоники. Основанный в 1926 году греческими беженцами из Константинополя во время второй греко-турецкой войны, ПАОК стал сильнейшим футбольным клубом в Греческой Македонии, и одним из крупнейших в Греции. В настоящее время клуб выступает в Суперлиге Греции. Является чемпионом Греции сезона 2023/24.

## История

### Основание клуба
В 1922 году, когда в Салоники прибыли константинопольцы, большинство из них предпочло обосноваться в центре города, так как они привыкли к городским удобствам в Стамбуле. Переселенцы образовали небольшие сообщества и следующим шагом стало их объединение в клуб. «Союз константинопольцев Салоник» был основан в мае 1924 года.
В июне 1925 года был образован спортивный клуб Союза константинопольцев Салоник. Президентом стал Фануриос Византиос, а в совет директоров вошли Никос Петропулос и Аристидис Мисиос. В конце декабря 1925 года футболисты клуба вместе с руководством выразили желание отделить спортивную секцию от центрального культурного общества. Создание АЕК Салоники вызвало протесты и ввиду того, что обособление спортивных секций могло быть санкционировано только решением общего собрания, а не совета директоров, процесс был отменен и сформировалось два направления. Тогдашний председатель спортивного комитета Союза константинопольцев, Никос Петропулос собрал на своей стороне тех, кто не желал разделения. 7 марта 1926 года прошло Общее собрание, чтобы решить проблему, возникшую в декабре 1925 года. Набрав 92 голоса, Никос Петропулос получил такое же количество голосов, что и Аристидис Мисиос, который поддерживал его позицию и был назначен президентом. Футболисты, инициировавшие разделение, не согласились с таким исходом и опубликовали в газетах следующий протест: «Заявляем о том, что мы подчинялись и подчиняемся первому и законному Совету директоров и действуем согласно его распоряжениям. Мы не желаем находится под вашим руководством, даже если оно было законно оформлено». В ответ новый Совет директоров АЕК Салоники вычеркнул футболистов, подписавших заявление и направил их дело в союз футбольных ассоциаций Македонии и Фракии. 30 марта 1926 года в клубе константинопольцев собрались Т. Триандафиллидис, К. Коемтзопулос, К. Критикос, М. Теодосиадис, Иоаким Иоакимопулос, Ар. Димитриадис, Α. Ангелопулос и М. Цулкас, которые подписали протокол об учреждении нового спортивного клуба. 5 апреля прошло Общее собрание, в котором приняли участие и футболисты команды. 20 апреля 1926 года решением первой инстанции города Салоники признал ΠΑΟΚ.

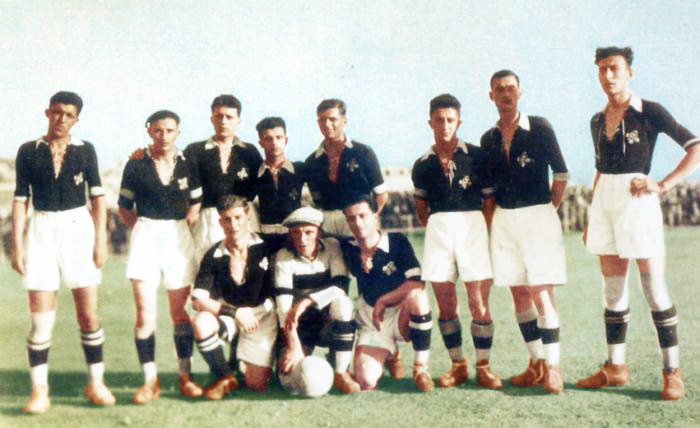
ΠΑΟΚ в 1926 году
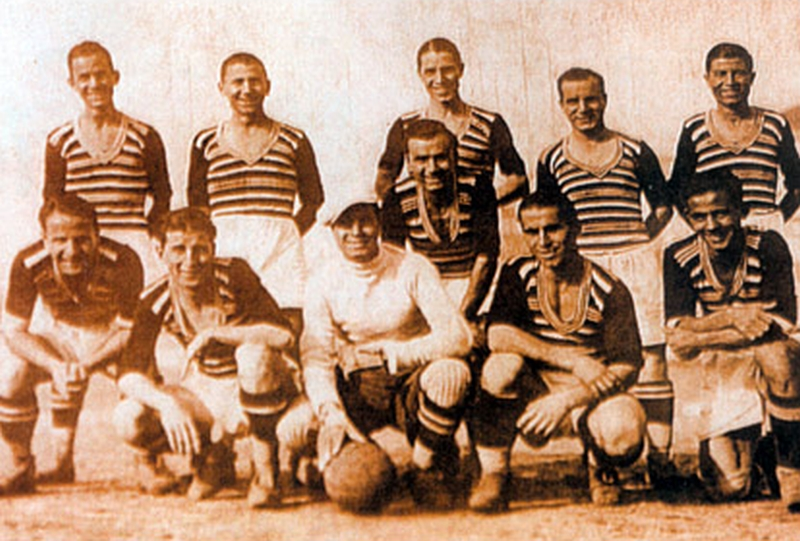
ΠΑΟΚ в 1937 году

### Первые проблемы
Реакция на разделение и появление АЕК Салоники и ПАОК вызвала глубокий раскол и новый клуб столкнулся с множеством проблем. Его руководство хотело изменить ситуацию и 28 июля 1926 года созвало на общее собрание все общества Салоник, чтобы предложить создание нового Союза футбольных ассоциаций, который бы подчинил себе только команды Салоник, а центральное руководство оставил бы Союзу Македонии и Фракии. ПАОК обвинили в мятеже за проведение «сектантской молельни», как назвал это собрание Союз футбольных ассоциаций Македонии и Фракии. Клуб был наказан дисквалификацией на три месяца с шестимесячным мораторием. Руководство команды хотело показать, что команда является живой частичкой спортивной жизни Салоник и заявило 50 футболистов на сезон, который начинался осенью 1926. В сезоне 1926/1927 ПАОК участвовал в чемпионате второй лиги Салоник, где играл и АЕК.
Свой первый официальный матч «Двуглавый» провёл 12 декабря 1926 года, в котором победил «Неа Генеа» со счётом 3:1. Союз футбольных ассоциаций Македонии и Фракии объявил, что для выхода в первую лигу Салоник ПАОК нужно было обыграть все команды этой лиги. Ему удалось это сделать и, став чемпионом второй лиги, ПАОК по очереди обыграл своих соперников («Термаикос» — «Арис» — «Атлантас») и в последнем матче, в рамках которого и состоялась церемония награждения чемпионов, одержал верх над «Ираклисом» на его стадионе со счётом 1:0. Единственный гол забил Цолакидис.
В 1928 году клуб впервые участвовал в чемпионате первой лиги Салоник, а в сезоне 1930/1931 получил свою первую путевку в первенство Греции, где дебютировал против «Олимпиакоса» в Пирее (1 февраля 1931 года, поражение 3:1).
В 1928 году между ПАОК и АЕК Салоники снова возник спор, на этот раз за обладание местом для стадиона, которое в конце концов досталось АЕК, потому что территория оказалось недостаточно большой для строительства футбольного стадиона.

### Объединение с АЕК Салоники
В марте 1929 года увенчалась успехом шестимесячная попытка объединения двух команд, выходцев из клуба константинопольцев. АЕК Салоники распустил свою футбольную секцию и с 1927 года включал только классические спортивные секции. На деле произошло поглощение этих секций, так как не было ни акта о слиянии, ни акта о распаде клуба АЕК Салоники. Эмблемой ПАОК стал двуглавый орел и к нему перешла инфраструктура АЕК Салоники вместе с полем в районе Синтривани, где теперь расположено здание теологического факультета.
12 декабря 1930 года, за два дня до муниципальных выборов состоялась символическая закладка камня для фундамента будущей футбольной арены «Синтривани». Для завершения работ потребовалось два с половиной года. Вначале необходимо было сделать подземный слив вод из устья Евангелистрии, выровнять поверхность игрового поля и близлежащей территории. Церемония открытия первого стадиона ΠΑΟΚ состоялась 5 июня 1932 года и за ней последовал поединок чемпионата Салоник с «Ираклисом» (3:2).

### Первые успехи
В 1937 году ПАОК впервые стал чемпионом Салоник, а в 1938 году вратарь Никос Сотириадис стал первым игроком ПАОК, сыгравшим за национальную сборную. 28 мая 1939 года «Двуглавый» первый раз играл в финале Кубка Греции, где уступил ΑΕΚ 2:1. На пути к финалу на стадионе «Леофорос Александрас» ПАОК прошёл «Эллас» Флорина (6:1), «Ираклис» (3:2) и «Этникос» (4:0). В афинском поединке «Двуглавый» вышел вперёд на 39 минуте после гола Аристидиса Апостолу, но АЕК стараниями Хадзиставридиса и Манетаса повернул ход поединка в свою пользу и завоевал трофей. В составе ПАОК играли: Сотириадис, Кукулас, Контопулос, Калояннис, Ватикис, Панидис, Гларос, Бостанзоглу, Арванитидис, Иоаннидис-Апостолу, Критас.
После Второй мировой войны ПАОК перегруппировал силы и в 1951 году снова оказался на «Леофорос Александрас» в поединке за Кубок Греции. На этот раз его соперником был «Олимпиакос», который одержал победу 4:0. В составе ПАОК на поле вышли: Ликарис, Патакас, Големис, Арванитис, Гонгос, Псомас, Василиадис, Муратидис, Дзинопулос, Пападакис, Эммануилидис.

### «Чико» Вилли и золотая эпоха
В 1952 году австрийский тренер Вилли Севчик, который играл за ПАОК в 1931 году, создал академию ΠΑΟΚ, где воспитывались знаменитые «чико Вилли», чтобы за счёт правильной работы развивать футбольный талант у ребят с юного возраста. Этот новый для тех времен проект увенчался успехом, ведь и из академии «Двуглавого» вышли игроки, оставившие свой след в истории клуба: Леандрос, Симеонидис, Яннелос, Маргаритис, Йоргос Хавагидис и многие другие.
Создание академии в сочетании с трансферами ПАОК в начале 50-х годов поднимает уровень команды и формирует основу для первого «золотого» поколения в истории клуба. Летом 1953 году в ΠΑΟΚ пришли Куйрукидис, Петридис, Прогиос, Герудис, Керманидис, Хурвулиадис, Хасиотис и Ангелидис. «Двуглавый» стал доминировать в городе и завоевал три подряд чемпионата Салоник, в основном, стараниями легендарной тройки Гиентзис, Куйрукидис, Пападакис.
В ту эпоху ΠΑΟΚ являлся основным представителем Салоник на греческой футбольной арене и могучая команда 1955 года в третий раз вышла в финал Кубка. И снова судьба титула решалась на «Леофорос Александрас», домашнем стадионе «Панатинаикоса», который и был соперником. Благодаря преимуществу родных стен «зеленые» одержали верх 2:0.

### Стадион «Тумба»
В 1957 году начался поиск места, достойного истории ΠΑΟΚ, где бы смогли воплощаться его мечты о будущем. В результате остановились на территории в районе Тумба, принадлежавшей министерству национальной обороны.
Данный участок выбрали по двум причинам. Во первых, в районе Тумба традиционно селились беженцы из Малой Азии, а во вторых — размер территории, позволявший построить здесь большой стадион. После переговоров ПАОК приобрёл 30 стремм земли и начал возведение нового стадиона. Стоит отметить поддержку болельщиков команды, которые добровольно работали на стройке и покупали специальные лотерейные билеты, выпущенные с целью сбора средств на строительство стадиона.
6 сентября 1959 года «Тумба» впервые открыла двери, чтобы принять у себя ПАОК и его болельщиков. Церемонию открытия совершил министр национальной обороны, а мяч перед началом матча с АЕК был сброшен в центр поля с военного самолёта. Завершение «Тумбы» совпало с учреждением высшей лиги и ΠΑΟΚ начал свои игровые обязанности в греческом чемпионате на новом стадионе. Последующие годы прошли без особых успехов для команды, которая в сезоне 1965/1966 года дебютировала в европейских турнирах, сыграв против «Винера» в Кубке ярмарок.

### Знаменитая команда 70-х
Все эти годы ПАОК постепенно накапливал силы и закладывал основы для создания одной из лучших команд, выступавших когда-либо на греческих стадионах. Благодаря методичной работе с молодыми и талантливыми игроками «Двуглавый» создал коллектив футболистов, которые сочетали красивый и атакующий футбол с завоеванием чемпионских титулов, а их имена навсегда остались на аллее славы ПАОК.
Команда, ведомая Гиоргосом Кудасом, в составе которой блистали также Ставрос Сарафис, Ахиллеас Асланидис, Димитрис Паридис, Костас Иосифидис, Яннис Гунарис, Христос Терзанидис занимала лидерские позиции и устанавливала рекорды, существующие и по сей день.
ΠΑΟΚ добился в те годы своих первых титулов. С 1970 по 1974 год «Двуглавый» участвовал в пяти Кубках Греции подряд, победив в двух из них.
Первый титул был добыт в 1972 году, когда на стадионе «Караискакис» ПАОК одержал верх над «Панатинаикосом» (2:1). Гиоргос Кудас забил по одному голу в начале и конце встречи, за которой наблюдало 34 831 зрителя.
Два года спустя команда, созданная Лесом Шенноном, победила «Олимпиакос». Основное и дополнительное время матча в Неа Филадельфии завершилось вничью 2:2 и «Двуглавый» оказался сильнее в серии пенальти.

### Безуспешные 90-е
В 1992 году «Двуглавый» снова вышел в финал Кубка, впервые после 1983 года, но уступил в двойном противостоянии «Олимпиакосу», сыгравшему вничью 1:1 на «Тумбе» и победившему 2:0 на «Караискакис».
ΠΑΟΚ также дисквалифицировали из еврокубков за инциденты на матче с «Пари Сен-Жермен», а оппозиция между президентом клуба Фомасом Вулиносом и фан-клубами привела к смене руководства в 1996 году.
Контрольный пакет акций клуба перешёл к Йоргосу Бататудису. Греческий бизнесмен из Эвроса, предприятия которого базировались в Афинах, впечатляюще начал свой путь на посту председателя правления. Приобретение из «Шкоды» Ксанти Зисиса Вризаса летом 1996 года и переход Костаса Фратцескоса из «ОФИ» и Спироса Марангоса из «Панатинаикоса» в январе 1997 года изменили игровой подход команды, которая уже имела в своём составе таких классных игроков, как Теодорос Загоракис, Йоргос Турсунидис и Никос Михопулос. С тренером Ангелосом Анастасиадисом ПАОК проводит два блестящих сезона (1996/1997, 1997/1998), в которых легко обеспечивает себе участие в Кубке УЕФА.

### Возвращение к титулам
В 2001 году, в финале Кубка Греции на стадионе в Неа Филадельфии ΠΑΟΚ одержал великолепную победу над «Олимпиакосом» (4:2) и спустя 16 лет праздновал завоевание ещё одного трофея. В Салониках команду приветствовали тысячи болельщиков, которые заполонили улицы города и скандировали в честь своих героев на вершине Белой башни.
Два года спустя ΠΑΟΚ снова стал обладателем Кубка Греции. В этот раз в финальном поединке на стадионе «Тумба» команда обыграла «Арис» со счётом 1:0 благодаря голу Йоргоса Георгиадиса. Тренером (уже в третий раз) тогда был Ангелос Анастасиадис, который вошёл в историю клуба как единственный человек, завоевавший титулы в качестве футболиста и наставника ПАОК.

### Эпоха Загоракиса

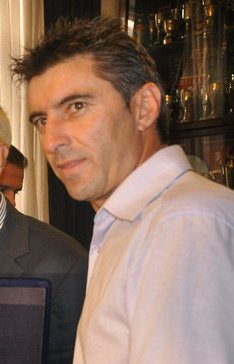
Теодорос Загоракис

Летом 2005 года Теодорос Загоракис в ранге чемпиона Европы вернулся в команду, откуда он ушёл в 1998 году, чтобы продолжить свою карьеру в «Лестере», АЕК и «Болонье». Капитан национальной сборной Греции повесил бутсы на гвоздь в 2007 году, но остался на «Тумбе».
В трудные времена для клуба, который испытывал экономические и административные проблемы, он стал его президентом, намереваясь вернуть команду на вершину. В этом, кроме остальных, ему помогал ещё один ветеран ПАОК, Зисис Вризас.
Сплочение болельщиков, которые с энтузиазмом откликнулись на эти старания и стали основным источником финансирования, помогло ПАОК снова встать на ноги и пригласить футболистов высокого класса. Команду возглавил Фернанду Сантуш, а на «Тумбу» пришли такие игроки, как Пабло Гарсия, Пабло Контрерас, Златан Муслимович, Виейринья, Владан Ивич, Костас Халкиас, Лино. ΠΑΟΚ смог создать дееспособный коллектив и успешно выступать в еврокубках. В сезоне 2009/2010 команда заняла второе место в Суперлиге и обеспечила себе участие в отборочных матчах Лиги чемпионов, где едва не прошла амстердамский «Аякс».
Но самой главной задачей, с которой ПАОК удалось справиться, стало строительство новой спортивной базы. В 2008 году выбрали территорию в Неа Месимврии, а в 2011 была завершена первая фаза работ и «Двуглавый» начал тренироваться на новой базе.

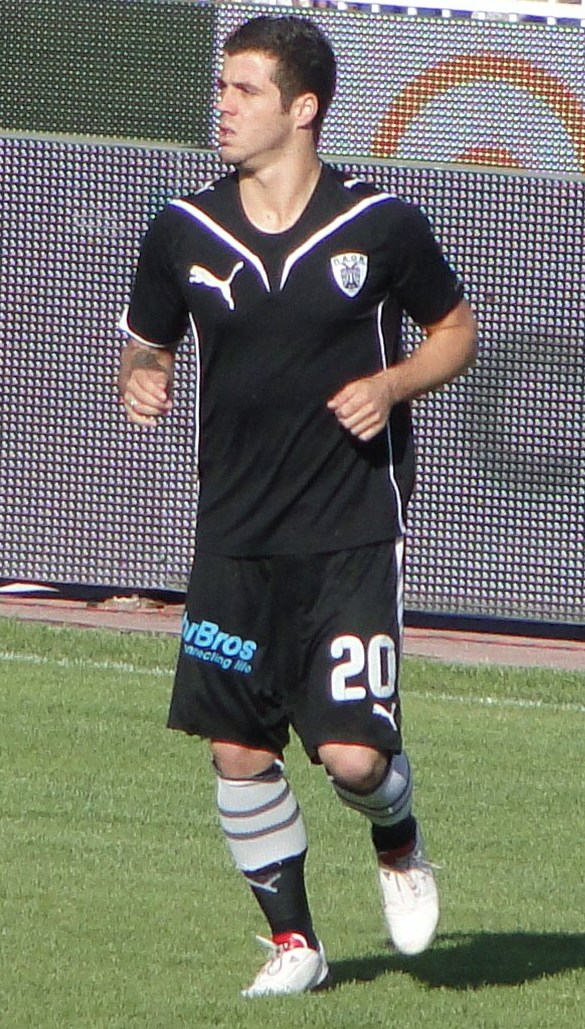
Виейринья
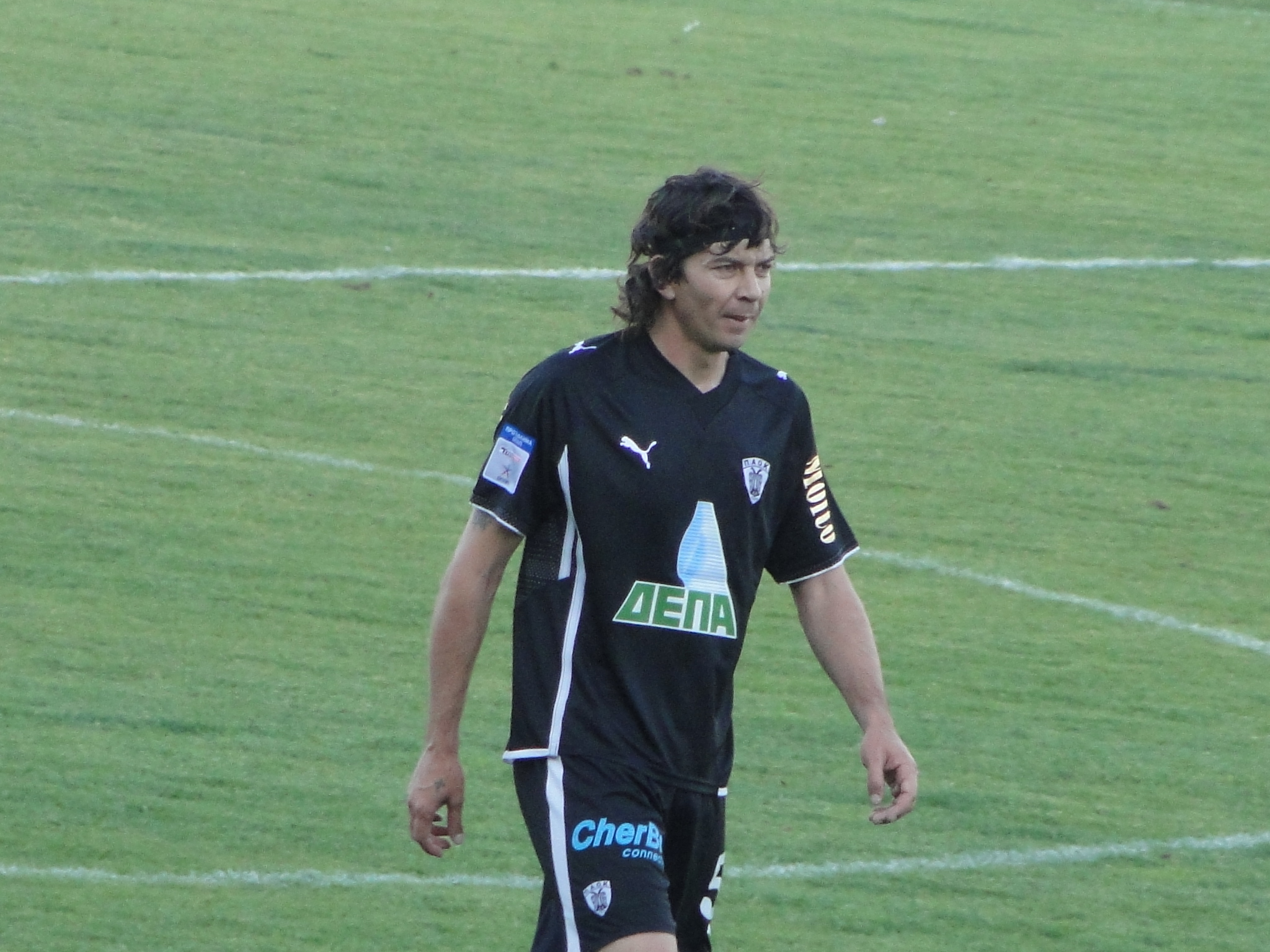
Пабло Гарсия
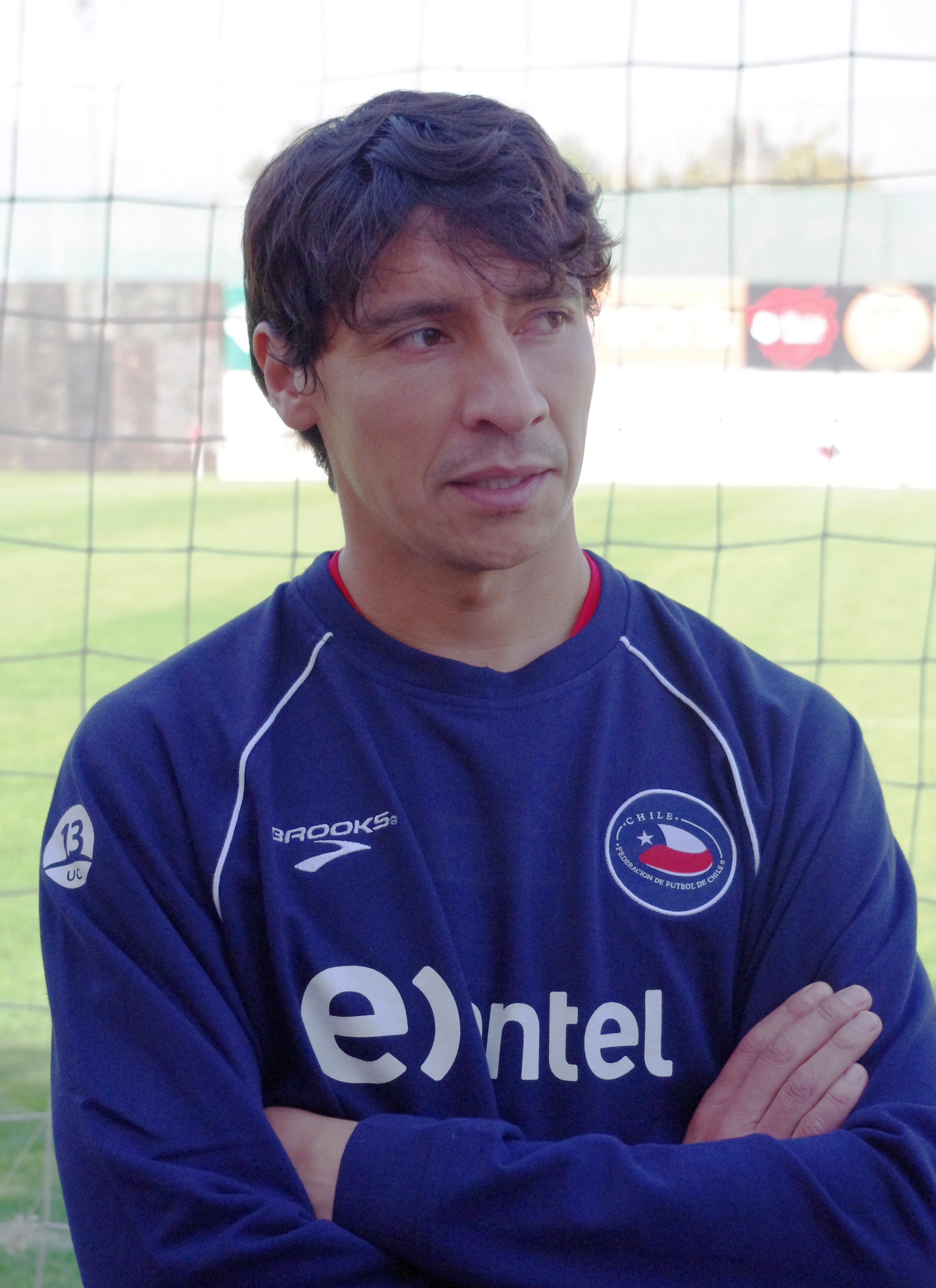
Пабло Контрерас
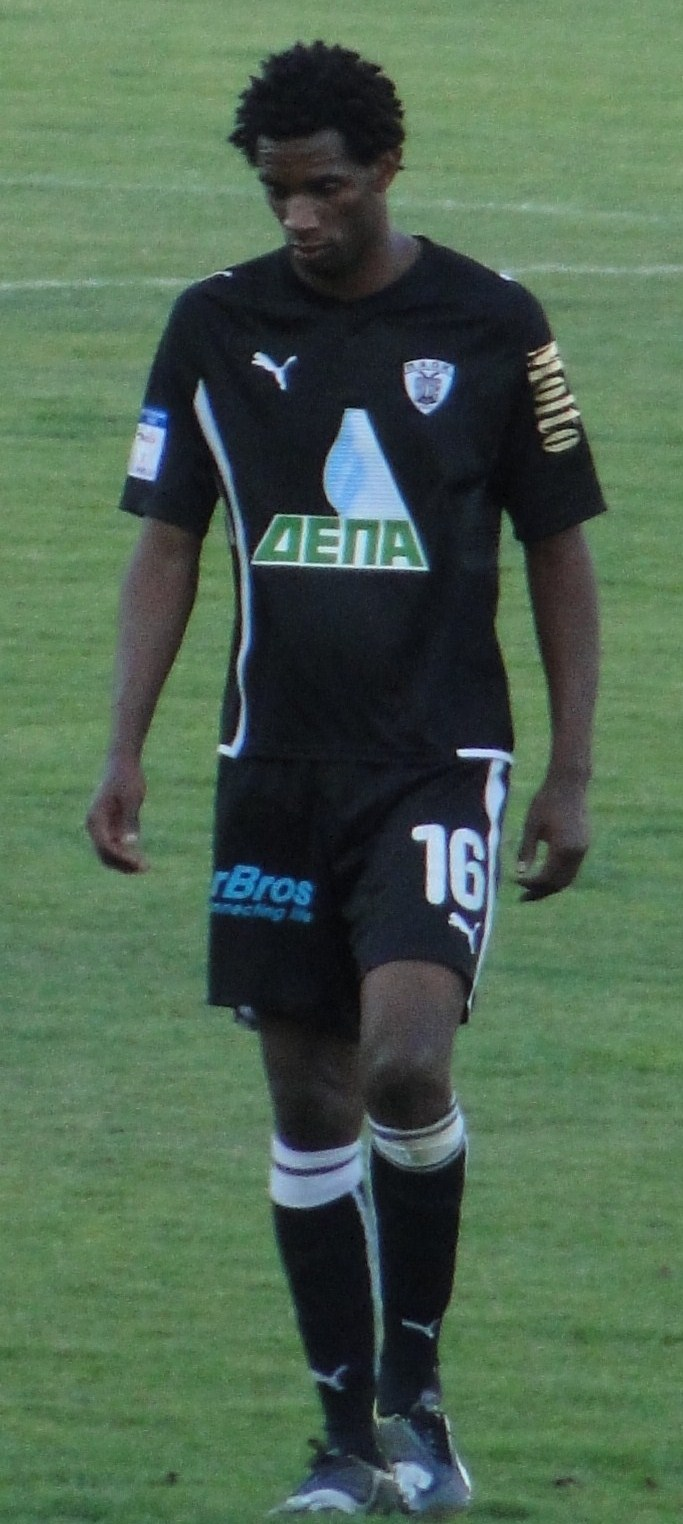
Лино

### Инвестиции Ивана Саввиди
В 2012 году контрольный пакет акций приобрёл Иван Саввиди, и ΠΑΟΚ перелистнул страницу своей истории. Владелец клуба впервые заинтересовался покупкой «Двуглавого» в 2006 году и спустя шесть лет вернулся, чтобы инвестировать в ПАОК. Переговоры и встречи заняли примерно пять месяцев, и в августе 2012 года Саввиди стал главным акционером ΠΑΟΚ. Саввиди стал активно привлекать к работе футбольных функционеров, ранее знакомых ему по российскому футболу (советником по развитию и спорту стал бывший гендиректор «Анжи» Герман Чистяков)
Новый владелец клуба сохранил на посту президента Зисиса Вризаса, сменившего Теодороса Загоракиса, решил все финансовые вопросы ПАОК и параллельно с этим усилил команду такими футболистами, как Костас Кацуранис, Звонимир Вукич, Александрос Циолис, Мирослав Стох, Бибрас Натхо, Йоргос Цавелас. Наряду с этим, после многих лет систематической работы из секций академии клуба вышли такие таланты, как Стелиос Кициу, Димитрис Константинидис, Эргис Каце, Фанис Цандарис, Эфтимис Кулурис, Стелиос Позоглу, Панайотис Делияннидис, Кирьякос Саввидис.
Первый сезон после прихода Ивана Саввиди ΠΑΟΚ начал под началом тренера Йоргоса Дониса, а завершил его с Йоргосом Георгиадисом, который вывел команду в отборочную стадию Лиги чемпионов. Летом 2013 года тренерский мостик «Двуглавого» занял голландец Хуб Стевенс, и в команду пришли футболисты Стох, Лукас Перес, Дзиолис, Цавелас, Мигель Витор, Скондрас, а зимой состав пополнили Натхо, Хуан Инсаурральде, Хедвигес Мадуро и Мартен Мартенс. В матчах плей-офф Лиги чемпионов команда в плотной борьбе уступила «Шальке 04», но затем без поражений прошла групповой этап Лиги Европы. ΠΑΟΚ установил рекорд турнира по количеству беспроигрышных матчей на выезде в групповом турнире, Стелиос Позоглу, забивший гол в ворота «Алкмара», стал третьим самым молодым голеадором в истории Лиги Европы, а Димитрис Салпингидис занял третье место по количеству сыгранных поединков в турнире.
Во внутреннем чемпионате ПАОК вновь финишировал под руководством Йоргоса Георгиадиса и сумел выйти в финал Кубка, где проиграл 4:1 «Панатинаикос». Второй год подряд ΠΑΟΚ завершил основной чемпионат на втором месте и лидировал в плей-офф. Однако согласно решению федерации футбола лишили «Двуглавых» трёх титулов (2010, 2013, 2014), ПАОК был оштрафован на три очка в плей-офф за нарушения, которые были зафиксированы со стороны «Двуглавого» в матче Кубка Греции. Так была упущена возможность снова оказаться в самом престижном клубном турнире.
Лето 2014 года ознаменовалось приходом на тренерский мостик — уже в четвёртый раз — Ангелоса Анастасиадиса. Команду усилили Роберт Мак, Факундо Перейра, Рикарду Кошта, Кристиан Нобоа, а больший акцент был сделан на воспитание следующего поколения «Двуглавого», которое является важной главой в истории клуба. Впервые за последние годы ΠΑΟΚ боролся за чемпионский титул до начала второго круга, когда он и покинул вершину турнирной таблицы. Череда плохих результатов привела к смене тренерского штаба, и Йоргос Георгиадис в третий раз подряд возглавил команду с целью вывести её в отборочный раунд Лиги чемпионов.

## Болельщики
Фанаты ПАОК установили дружеские отношения с фанатами футбольных клубов «Партизан» (Белград), ОФИ (Ираклион) и ЦСКА (Москва).
Принципиальными соперниками являются «Арис» (Салоники) («Дерби Северной Греции»), АЕК (Афины) («Дерби Двуглавого Орла»), «Панатинаикос», «Олимпиакос» («Дерби Греции») и «Ираклис».

## Символика

### Форма

#### Основная
| 1999/00 | 2000—2003 | 2003/04 | 2004/05 | 2005/06 | 2006/07 | 2007/08 | 2008/09 | 2009/10 | 2011/12 | 2012/13 |
| 2013/14 | 2014/15   | 2015/16 | 2016/17 | 2017/18 | 2018/19 | 2019/20 | 2020/21 | 2021/22 | 2023/24 | 2024/25 |

#### Гостевая
| 1999/00 | 2000/01 | 2002/03 | 2002/03 | 2003/04 | 2004/05 | 2005/06 | 2006/07 | 2007/08 | 2007/08 | 2009/10 |
| 2011/12 | 2013/14 | 2014/15 | 2015/16 | 2016/17 | 2017/18 | 2018/19 | 2019/20 | 2020/21 | 2021/22 | 2023/24 |
| 2024/25 |         |         |         |         |         |         |         |         |         |         |

#### Резервная
| 2006/07 | 2007/08 | 2008/09 | 2009/10 | 2011/12 | 2013/14 | 2014/15 | 2015/16 | 2016/17 | 2017/18 | 2018/19 |
| 2019/20 | 2020/21 | 2021/22 |         |         |         |         |         |         |         |         |

Источники:,

## Достижения
- Чемпион Греции (4): 1975/76, 1984/85, 2018/19, 2023/24
  - Серебряный призёр (11): 1936/37, 1939/40, 1972/73, 1978, 2010, 2013, 2016, 2017, 2018, 2020, 2021
- Обладатель Кубка Греции (8): 1972, 1974, 2001, 2003, 2017, 2018, 2019, 2021
  - Финалист Кубка Греции (15): 1939, 1951, 1955, 1970, 1971, 1973, 1977, 1978, 1981, 1983, 1985, 1992, 2014, 2022, 2023

Международные:
Кубок обладателей кубков: Четвертьфиналист (1): 1973/1974
Лига конференций УЕФА: Четвертьфиналист (2): 2021/2022, 2023/2024.

## Состав
| 31 | Флаг Греции     | Вр  | Антонис Цифцис     | 1989 |  |  |  |  |  |
| 1  | Флаг Чехии      | Вр  | Иржи Павленка      | 1992 |  |  |  |  |  |
|    |                 |     |                    |      |  |  |  |  |  |
| 4  | Флаг Хорватии   | Защ | Ловрен Деян        | 1989 |  |  |  |  |  |
| 15 | Флаг Гамбии     | Защ | Омар Колли         | 1987 |  |  |  |  |  |
| 6  | Флаг Испании    | Защ | Хонни              | 1994 |  |  |  |  |  |
| 15 | Флаг Испании    | Защ | Хосе Анхель Креспо | 1987 |  |  |  |  |  |
| 18 | Флаг Сенегала   | Защ | Мусса Ваге         | 1998 |  |  |  |  |  |
| 20 | Флаг Португалии | Защ | Виейринья          | 1986 |  |  |  |  |  |
| 49 | Флаг Греции     | Защ | Яннис Михаилидис   | 2000 |  |  |  |  |  |
| 21 | Флаг Ганы       | Защ | Абдул Рахман Баба  | 1994 |  |  |  |  |  |
|    |                 |     |                    |      |  |  |  |  |  |
| 8  | Флаг Франции    | ПЗ  | Тьемуэ Бакайоко    | 1990 |  |  |  |  |  |
| 10 | Флаг Австрии    | ПЗ  | Томас Мург         | 1994 |  |  |  |  |  |

| 7  | Флаг Греции      | ПЗ  | Константелиас, Яннис | 2003 |  |  |  |  |  |
| 14 | Флаг Сербии      | ПЗ  | Андрия Живкович      | 1996 |  |  |  |  |  |
| 22 | Флаг Австрии     | ПЗ  | Штефан Шваб          | 1990 |  |  |  |  |  |
| 24 | Флаг Нигерии     | ПЗ  | Андерсон Эсити       | 1994 |  |  |  |  |  |
| 27 | Флаг России      | ПЗ  | Магомед Оздоев       | 1992 |  |  |  |  |  |
| 32 | Флаг Грузии      | ПЗ  | Ника Нинуа           | 1999 |  |  |  |  |  |
| 33 | Флаг Гвинеи      | ПЗ  | Мохамед Камара       | 1997 |  |  |  |  |  |
| 51 | Флаг Греции      | ПЗ  | Харис Цингарас       | 2000 |  |  |  |  |  |
|    |                  |     |                      |      |  |  |  |  |  |
| 9  | Флаг России      | Нап | Фёдор Чалов          | 1998 |  |  |  |  |  |
| 25 | Флаг Нидерландов | Нап | Тарик Тиссудали      | 1993 |  |  |  |  |  |
| 77 | Флаг Болгарии    | Нап | Кирил Десподов       | 1996 |  |  |  |  |  |